# Bronhiektazije
Bronhiektazije je naziv za stanje u kojem su trajno (ireverzibilno) proširen dio bronha pluća. Stanje može nastati kao posljedica brojnih stečenih i prirođenih bolesti. Zahvaćeni bronh je proširen, kronično upaljen i lako kolabira uzrokujući prepreku strujanja zraka i izlasku sekreta. Najčešći simptomi su kronični kašalj i purulentni sputum.
Prirođeni (kongenitalni) uzroci mogu biti npr.:
- Kartagenerov sindrom
- Youngov sindrom
- cistična fibroza

Stečeni uzroci - bornhiektazije nastaju kao posljedica bolesti u dječjoj dobi (npr bronhitis, upala pluća, tuberkuloza), kao posljedica opstrukcije bronha (strano tijelo, tumor) ili poremećaja imunološkog sustava (npr. AIDS, imunodeficijencija)
Rene Laënnec, čovjek koji je izumio stetoskop, prvi je 1819.g. opisao bronhiektazije. Sir William Osler je tijekom kasnih 1800-ih istraživao bolest, te se sumnja da je i preminuo od posljedica uzrokvanih bronhiektazijama.
Dijagnoza bolesti se može postaviti radiološkom obradom pluća (pregledna i profilna snimka pluća, CT ili CT visoke rezolucije). Bronhiektazije se liječe kirurškim zahvatom ili konzervativno sprečavanjem komplikacija bolesti i ublažavanjem simptoma bolesti.